# Modammen
Modammen är en före detta damm i Härnösands kommun i Ångermanland och ingår i Indalsälvens huvudavrinningsområde. Sjön har en area på 0,102 kvadratkilometer och ligger 200,6 meter över havet. Sjön avvattnas av vattendraget Mobäcken.

## Delavrinningsområde
Modammen ingår i det delavrinningsområde (696675-157696) som SMHI kallar för Mynnar i Mjällån. Medelhöjden är 315 meter över havet och ytan är 15,81 kvadratkilometer. Det finns inga avrinningsområden uppströms utan avrinningsområdet är högsta punkten. Mobäcken som avvattnar avrinningsområdet har biflödesordning 4, vilket innebär att vattnet flödar genom totalt 4 vattendrag innan det når havet efter 47 kilometer. Avrinningsområdet består mestadels av skog (89 procent). Avrinningsområdet har 0,15 kvadratkilometer vattenytor vilket ger det en sjöprocent på 1 procent.